# John Myatt
John Myatt (* 1945) ist ein britischer Künstler und Kunstfälscher.

## Leben
Myatt, der Sohn eines Farmers, entdeckte auf der Kunstschule seine Fähigkeit, den Stil bekannter Künstler zu imitieren. Als Songwriter schrieb er „Silly Games“, einen britischen Top 40 Hit von Janet Kay im Jahr 1979. Später arbeitete er als Kunstlehrer in Staffordshire.
1985 gab Myatt den Lehrberuf auf und versuchte, von seinem Hobby zu leben. Er gab eine Anzeige im Magazin Private Eye auf und bot „Genuine fakes“, also „echte Fälschungen“, von Gemälden des 19. und 20. Jahrhunderts ab £ 150 an. 
Myatt trat zunächst ohne betrügerische Absicht auf. Einer seiner Kunden, der Kunstsammler John Drewe, brachte aber einige von Myatts Werken als Originale bei Auktionshäusern unter und überredete schließlich Myatt, in großem Stil zu fälschen. Myatt malte in der Folge vornehmlich im Stil von Roger Bissière, Marc Chagall, Le Corbusier, Jean Dubuffet, Alberto Giacometti, Henri Matisse, Ben Nicholson, Nicolas de Staël und Graham Sutherland. Nach Polizeischätzungen waren dies etwa 200 Fälschungen insgesamt – 60 wurden identifiziert.
Drewe stellte gefälschte Echtheitszertifikate bei, fälschte Ausstellungskataloge und verkaufte an Auktionshäuser wie Christie’s, Phillips und Sotheby’s und an Kunsthändler in London, Paris and New York.
Im September 1995 wurde Myatt durch Beamte von Scotland Yard verhaftet und legte ein volles Geständnis ab. Am 16. April 1996 führte die Polizei eine Razzia in Drewes Londoner Galerie durch und fand wesentliches Beweismaterial. Der Prozess begann im September 1998. Am 13. Februar 1999 wurde John Myatt zu einem Jahr Gefängnis verurteilt – sein Anstifter Drewe erhielt 6 Jahre, von denen er zwei absitzen musste.
Im Juni 2000 wurde Myatt entlassen. Er konnte sich als Porträtmaler und Kopist etablieren, wodurch seine Werke Preise bis zu £ 45.000 erzielten. Außerdem trat Myatt auch für Sky Arts in TV-Shows auf, bei denen er Prominente porträtierte. 2010 startete die Fernsehserie „Virgin Virtuosos“, in der Myatt Prominenten das Malen beibringt und ihnen die verschiedenen Stile einzelner Maler erklärt. Auch wurde im gleichen Jahr über den Fälscher Myatt von den Autoren Laney Salisbury und Ajo Sujo das Buch The Conman: How One Man Fooled Britain's Modern-Art Establishment veröffentlicht.

## Weitere Quellen
- Bennett, Will (7. September 2002). "After brush with law, artist puts his fakes on show". The Daily Telegraph. . Abgerufen am 31. August 2007.

- "Faker who flooded art world jailed for 6 years". The Guardian. 16. Februar 1999. . Abgerufen am 31. August 2007.

- "Art fraudster to hold fake exhibition". BBC News. 7. Juli 2002.  Abgerufen am 31. August 2007.

- Thorpe, Vanessa (15. Juli 2007). "Art forger finds Hollywood fame". The Observer. . Abgerufen am 31. August 2007.

| Personendaten    | Personendaten                         |
| ---------------- | ------------------------------------- |
| NAME             | Myatt, John                           |
| KURZBESCHREIBUNG | britischer Künstler und Kunstfälscher |
| GEBURTSDATUM     | 1945                                  |